# Бойе, Яков Петрович
Яков Петрович Бойе (фр. Boye Jacques Alexandre; 8 ноября 1768, Монтобан—26 мая (7 июня) 1838, Санкт-Петербург) — генерал французской службы; действительный статский советник русской службы.
Родился на юге Франции. Но его семья давно уже жила на Сан-Доминго, имела земли и рабов, который он позже унаследовал от отца. Первоначально он служил во французском королевском флоте, затем перешёл в пехоту — поручиком и адъютантом губернатора Сан-Доминго маршала маркиза Ласаль (1792); в следующем году — капитан и адъютант главного штаба; в 1794 — командир батальона в Западном вольном легионе; в 1796 — бригадный начальник этого легиона. В течение года командовал округом Порт-о-Пренс и в течение 18 месяцев защищал от мятежников горный округ Жакмель. 
После победы Туссена смог выбраться во Францию, где был избран депутатом законодательного собрания Франции от колонистов Сан-Доминго (1797), а после его роспуска Наполеоном снова уехал в Сан-Доминго и принял гражданство Республики Гаити. В 1802 году на некоторое время возглавил штаб армии Леклерка, был произведён в генералы. Попал в плен и семь лет провёл в Англии; в 1811 году, в результате обмена, возвратился во Францию. 
В 1812 году участвовал в походе в Россию в составе 9-го корпуса маршала Перрена: находился в штабе 12-й дивизии графа Партуно. Вновь попал в плен — при Березине. Находился в плену в Казани, где жил в доме деда Д. И. Завалишина и женился на дочери хозяина (а по показаниям Завалишина — на крепостной девушке деда Льва Васильевича Толстого, которая выходила обмороженного и умиравшего генерала), дал ей отличное образование и имел от неё троих детей (два сына и дочь). При высылке пленных французов на родину в 1814 году, подал прошение о принятии в русскую службу и был вызван в Санкт-Петербург. Его прошение рассматривал лично Александр I. Бойе позволили остаться, сохранив жалование пленного генерала, но в праве на службу отказали. Бойе давал частные уроки французского языка и военных наук, был гувернёром в доме барона Ралля. Когда в 1822 году к власти в Гаити пришел генерал Жан-Пьер Бойе, — его родственник и бывший его адъютант в Порт-о-Пренсе, Я. П. Бойе был направлен начальником российского Главного штаба князем П. М. Волконским в Сан-Доминго с секретной миссией в интересах французского правительства.
После событий декабря 1825 года попал в алфавит Боровкова; следственный комитет проверял его связи с декабристом Д. И. Завалишиным и выяснил, что к движению декабристов он никакого отношения не имел.
Он был причислен к Кабинету его величества чиновником особых поручений при министре двора князе П. М. Волконском; статский советник — с 9.4.1827 года, затем действительный статский советник. 
Умер в Санкт-Петербурге. Похоронен на Смоленском православном кладбище; там же похоронены его сын, генерал-майор артиллерии Виктор Яковлевич Бойе (ум. 24.01.1909) и внук  Александр Викторович Бойе (1866 — 21.03.1898). 